# 弗拉斯塔·杰坎诺娃
弗拉斯塔·杰坎诺娃（捷克語：Vlasta Děkanová，1909年9月5日—1974年10月16日），捷克女子竞技体操运动员。她曾代表捷克斯洛伐克参加1936年夏季奥林匹克运动会体操比赛，获得女子团体全能银牌。